# 30–30 club

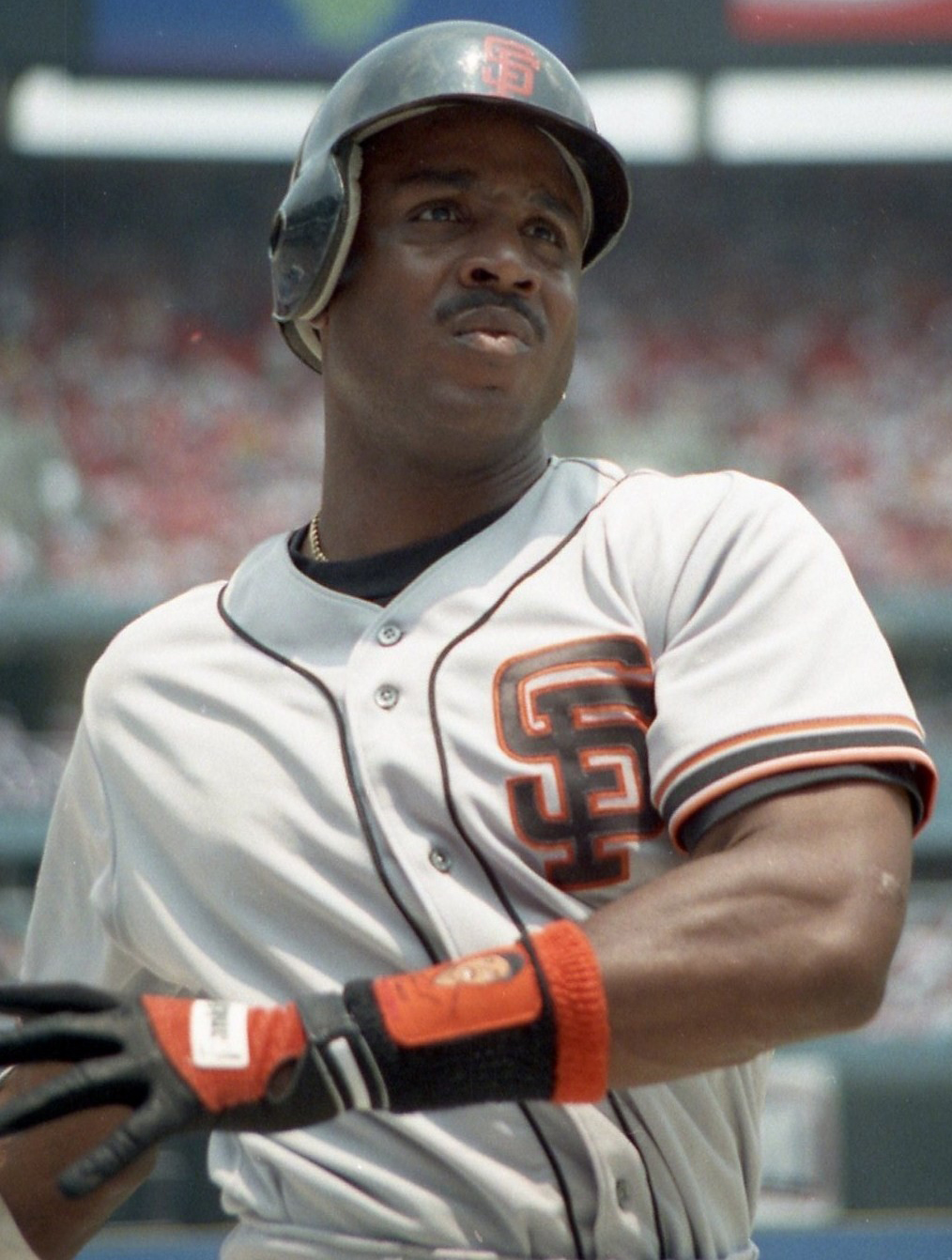
Barry Bonds, podobnie jak jego ojciec Bobby Bonds, zaliczył co najmniej 30 home runów i 30 ukradzionych baz w pięciu różnych sezonach. W 1996 roku wstąpił do Klubu 40–40.

30–30 club – w Major League Baseball grupa baseballistów, którzy w jednym sezonie zdobyli co najmniej 30 home runów oraz co najmniej 30 skradzionych baz. Pierwszym był Ken Williams w 1922 roku. Do 2012 roku osiągnięcie to zaliczyło 38 zawodników; Bobby Bonds i jego syn Barry Bonds są jedynymi, którzy dokonali tego pięć razy. 

## Członkowie

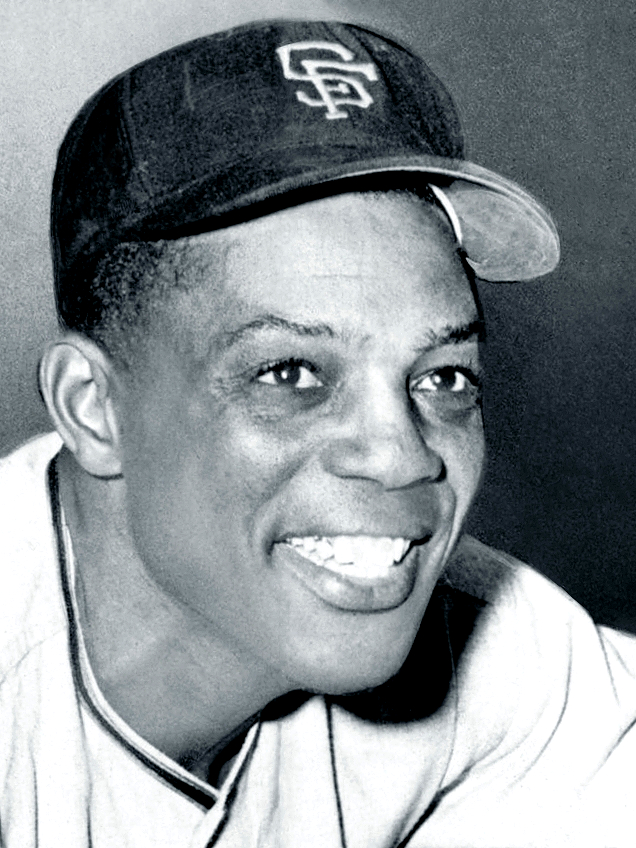
Willie Mays został pierwszym baseballistą, który wstąpił do Klubu.

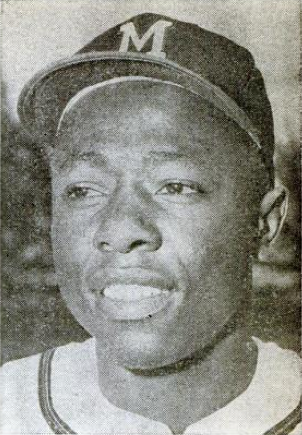
Hank Aaron jest jednym z trzech członków Klubu, którzy należą do Galerii Sław MLB.

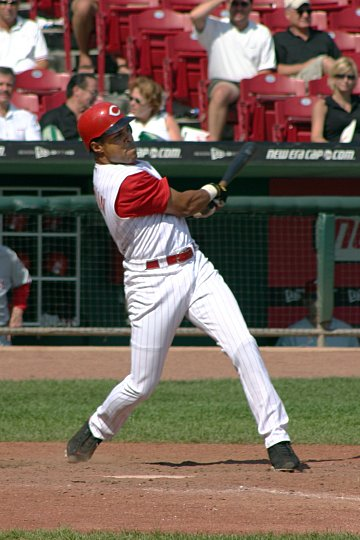
Barry Larkin wstąpił w szeregi Klubu w 1996.

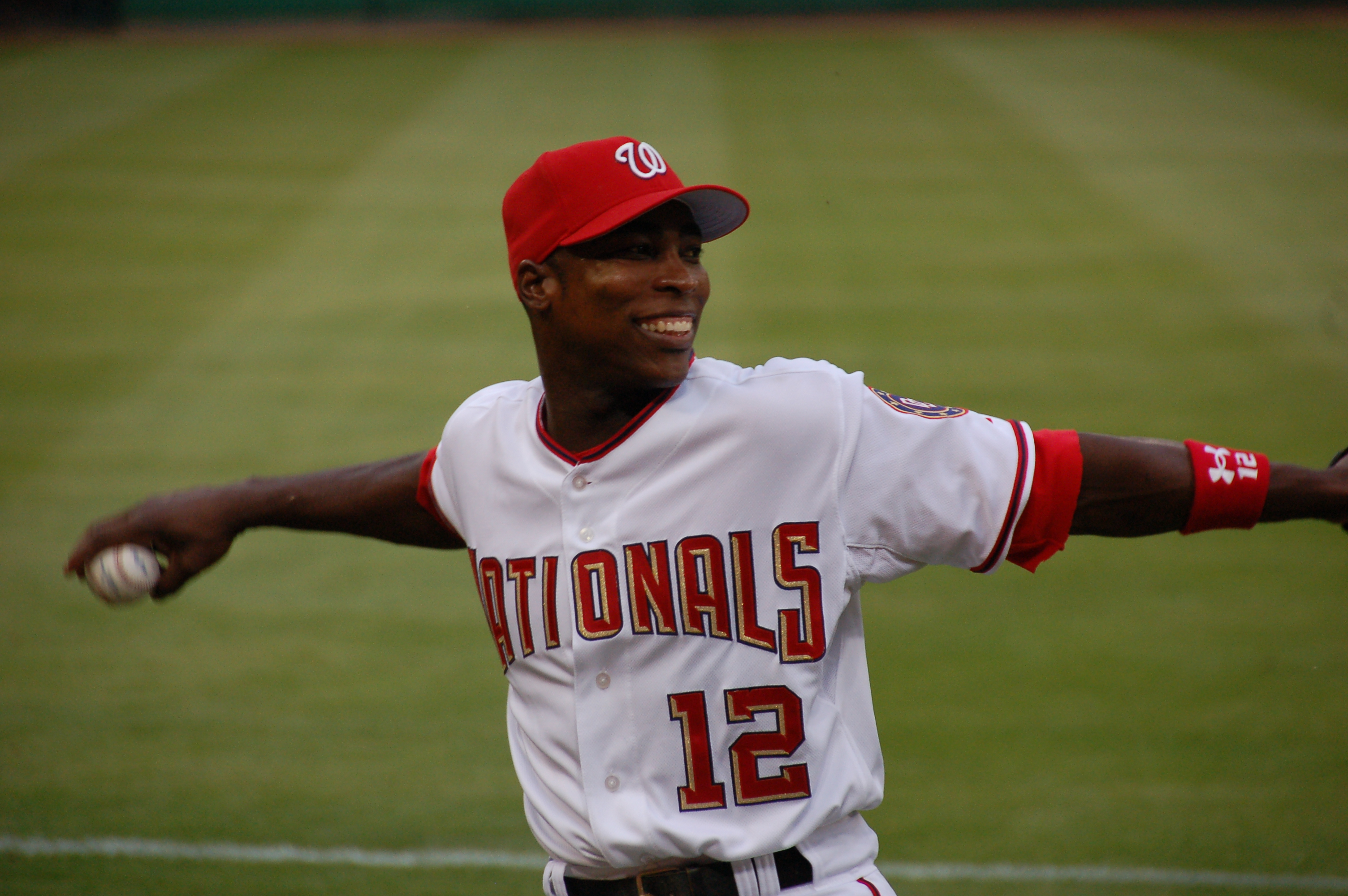
Alfonso Soriano powtórzył osiągnięcie trzykrotnie.

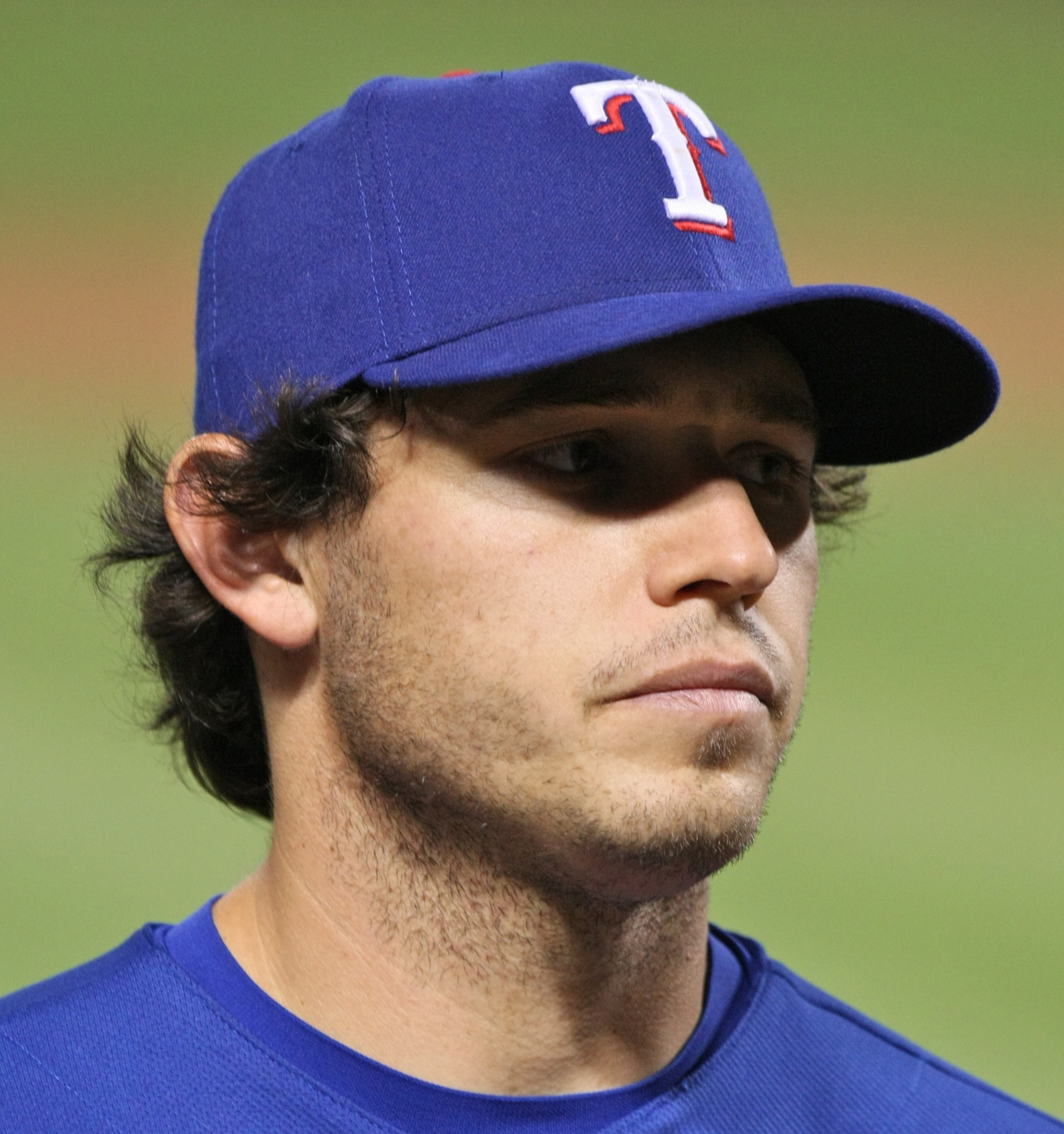
Ian Kinsler jest zawodnikiem, który wstąpił do Klubu w 2009. Osiągnięcie powtórzył dwa lata później.

| Rok  | Zawodnik                 | Klub                              | Home runy | Skradzione bazy | Źródło |
| ---- | ------------------------ | --------------------------------- | --------- | --------------- | ------ |
| 1922 | Ken Williams             | St. Louis Browns                  | 39        | 37              | [ 2 ]  |
| 1956 | Willie Mays **           | New York Giants                   | 36        | 40              | [ 3 ]  |
| 1957 | Willie Mays **           | New York Giants                   | 35        | 38              | [ 3 ]  |
| 1963 | Hank Aaron **            | Milwaukee Braves                  | 44        | 31              | [ 4 ]  |
| 1969 | Bobby Bonds              | San Francisco Giants              | 32        | 45              | [ 5 ]  |
| 1970 | Tommy Harper             | Milwaukee Brewers                 | 31        | 38              | [ 6 ]  |
| 1973 | Bobby Bonds (2)          | San Francisco Giants              | 39        | 43              | [ 5 ]  |
| 1975 | Bobby Bonds (3)          | New York Yankees                  | 32        | 30              | [ 5 ]  |
| 1977 | Bobby Bonds (4)          | California Angels                 | 37        | 41              | [ 5 ]  |
| 1978 | Bobby Bonds (5)          | Chicago White Sox Texas Rangers   | 31        | 43              | [ 5 ]  |
| 1983 | Dale Murphy              | Atlanta Braves                    | 36        | 30              | [ 7 ]  |
| 1987 | Joe Carter               | Cleveland Indians                 | 32        | 31              | [ 8 ]  |
| 1987 | Eric Davis               | Cincinnati Reds                   | 37        | 50              | [ 9 ]  |
| 1987 | Howard Johnson           | New York Mets                     | 36        | 32              | [ 10 ] |
| 1987 | Darryl Strawberry        | New York Mets                     | 39        | 36              | [ 11 ] |
| 1988 | José Canseco             | Oakland Athletics                 | 42*       | 40*             | [ 12 ] |
| 1989 | Howard Johnson (2)       | New York Mets                     | 36        | 41              | [ 10 ] |
| 1990 | Barry Bonds              | Pittsburgh Pirates                | 33        | 52              | [ 13 ] |
| 1990 | Ron Gant                 | Atlanta Braves                    | 32        | 33              | [ 14 ] |
| 1991 | Ron Gant (2)             | Atlanta Braves                    | 32        | 34              | [ 14 ] |
| 1991 | Howard Johnson (3)       | New York Mets                     | 38        | 30              | [ 10 ] |
| 1992 | Barry Bonds (2)          | Pittsburgh Pirates                | 34        | 39              | [ 13 ] |
| 1993 | Sammy Sosa               | Chicago Cubs                      | 33        | 36              | [ 15 ] |
| 1995 | Barry Bonds (3)          | San Francisco Giants              | 33        | 31              | [ 13 ] |
| 1995 | Sammy Sosa (2)           | Chicago Cubs                      | 36        | 34              | [ 15 ] |
| 1996 | Dante Bichette           | Colorado Rockies                  | 31        | 31              | [ 16 ] |
| 1996 | Barry Bonds (4)          | San Francisco Giants              | 42*       | 40*             | [ 13 ] |
| 1996 | Ellis Burks              | Colorado Rockies                  | 40        | 32              | [ 17 ] |
| 1996 | Barry Larkin **          | Cincinnati Reds                   | 33        | 36              | [ 18 ] |
| 1997 | Jeff Bagwell **          | Houston Astros                    | 43        | 31              | [ 19 ] |
| 1997 | Barry Bonds (5)          | San Francisco Giants              | 40        | 37              | [ 13 ] |
| 1997 | Raúl Mondesí             | Los Angeles Dodgers               | 30        | 32              | [ 20 ] |
| 1997 | Larry Walker             | Colorado Rockies                  | 49        | 33              | [ 21 ] |
| 1998 | Shawn Green              | Toronto Blue Jays                 | 35        | 35              | [ 22 ] |
| 1998 | Alex Rodriguez           | Seattle Mariners                  | 42*       | 46*             | [ 23 ] |
| 1999 | Jeff Bagwell (2) **      | Houston Astros                    | 42        | 30              | [ 19 ] |
| 1999 | Raúl Mondesí (2)         | Los Angeles Dodgers               | 33        | 36              | [ 20 ] |
| 2000 | Preston Wilson           | Florida Marlins                   | 31        | 36              | [ 24 ] |
| 2001 | Bobby Abreu              | Philadelphia Phillies             | 31        | 36              | [ 25 ] |
| 2001 | José Cruz Jr.            | Toronto Blue Jays                 | 34        | 32              | [ 26 ] |
| 2001 | Vladimir Guerrero **     | Montreal Expos                    | 34        | 37              | [ 27 ] |
| 2002 | Vladimir Guerrero (2) ** | Montreal Expos                    | 39        | 40              | [ 27 ] |
| 2002 | Alfonso Soriano          | New York Yankees                  | 39        | 41              | [ 28 ] |
| 2003 | Alfonso Soriano (2)      | New York Yankees                  | 38        | 35              | [ 28 ] |
| 2004 | Bobby Abreu (2)          | Philadelphia Phillies             | 30        | 40              | [ 25 ] |
| 2004 | Carlos Beltrán           | Kansas City Royals Houston Astros | 38        | 42              | [ 29 ] |
| 2005 | Alfonso Soriano (3)      | Texas Rangers                     | 36        | 30              | [ 28 ] |
| 2006 | Alfonso Soriano (4)      | Washington Nationals              | 46*       | 41*             | [ 28 ] |
| 2007 | David Wright             | New York Mets                     | 30        | 34              | [ 30 ] |
| 2007 | Jimmy Rollins            | Philadelphia Phillies             | 30        | 41              | [ 31 ] |
| 2007 | Brandon Phillips ***     | Cincinnati Reds                   | 30        | 32              | [ 32 ] |
| 2008 | Grady Sizemore           | Cleveland Indians                 | 33        | 38              | [ 33 ] |
| 2008 | Hanley Ramírez ***       | Florida Marlins                   | 33        | 35              | [ 34 ] |
| 2009 | Ian Kinsler ***          | Texas Rangers                     | 31        | 30              | [ 35 ] |
| 2011 | Matt Kemp ***            | Los Angeles Dodgers               | 39        | 40              | [ 36 ] |
| 2011 | Ryan Braun ***           | Milwaukee Brewers                 | 33        | 33              | [ 37 ] |
| 2011 | Jacoby Ellsbury ***      | Boston Red Sox                    | 32        | 39              | [ 38 ] |
| 2011 | Ian Kinsler *** (2)      | Texas Rangers                     | 32        | 30              | [ 35 ] |
| 2012 | Ryan Braun *** (2)       | Milwaukee Brewers                 | 41        | 30              | [ 37 ] |
| 2012 | Mike Trout ***           | Los Angeles Angels of Anaheim     | 30        | 49              | [ 39 ] |
| 2018 | José Ramírez ***         | Boston Red Sox                    | 39        | 34              | [ 40 ] |
| 2018 | Mookie Betts ***         | Boston Red Sox                    | 32        | 30              | [ 41 ] |
| 2019 | Christian Yelich ***     | Milwaukee Brewers                 |           |                 | [ 42 ] |
| 2019 | Ronald Acuna Jr. ***     | Atlanta Braves                    |           |                 | [ 43 ] |

Legenda
| Rok             | Rok, w którym zawodnik wstąpił do Klubu 30–30    |
| Zawodnik (X)    | Nazwisko zawodnika (x – powtórzenie osiągnięcia) |
| Kursywa         | Zawodnik, który należy do Klubu 40–40            |
| Klub            | Klub, w którym zawodnik występował               |
| Home runs       | Liczba zdobytych home runów                      |
| Skradzione bazy | Liczba skradzionych baz                          |
| *               | Sezon, w którym zawodnik wstąpił do Klubu 40–40  |
| **              | Zawodnik jest członkiem Baseball Hall of Fame    |
| ***             | Zawodnik aktywny                                 |